# (21651) Mission Valley
(21651) Mission Valley (1999 OF1) – planetoida z pasa głównego asteroid okrążająca Słońce w ciągu 4,8 lat w średniej odległości 2,84 j.a. Odkryta 19 lipca 1999 roku.